# بلفونت (دلاور)
بلفونت، دلاویر (به انگلیسی: Bellefonte, Delaware) یک سکونتگاه مسکونی در ایالات متحده آمریکا با جمعیت ۱٬۱۹۳ نفر است که در دلاویر واقع شده‌است.